# Hoplitis submanicata
Hoplitis submanicata är en biart som beskrevs av Van der Zanden 1984. Hoplitis submanicata ingår i släktet gnagbin, och familjen buksamlarbin. Inga underarter finns listade i Catalogue of Life.